# Đồng Hương

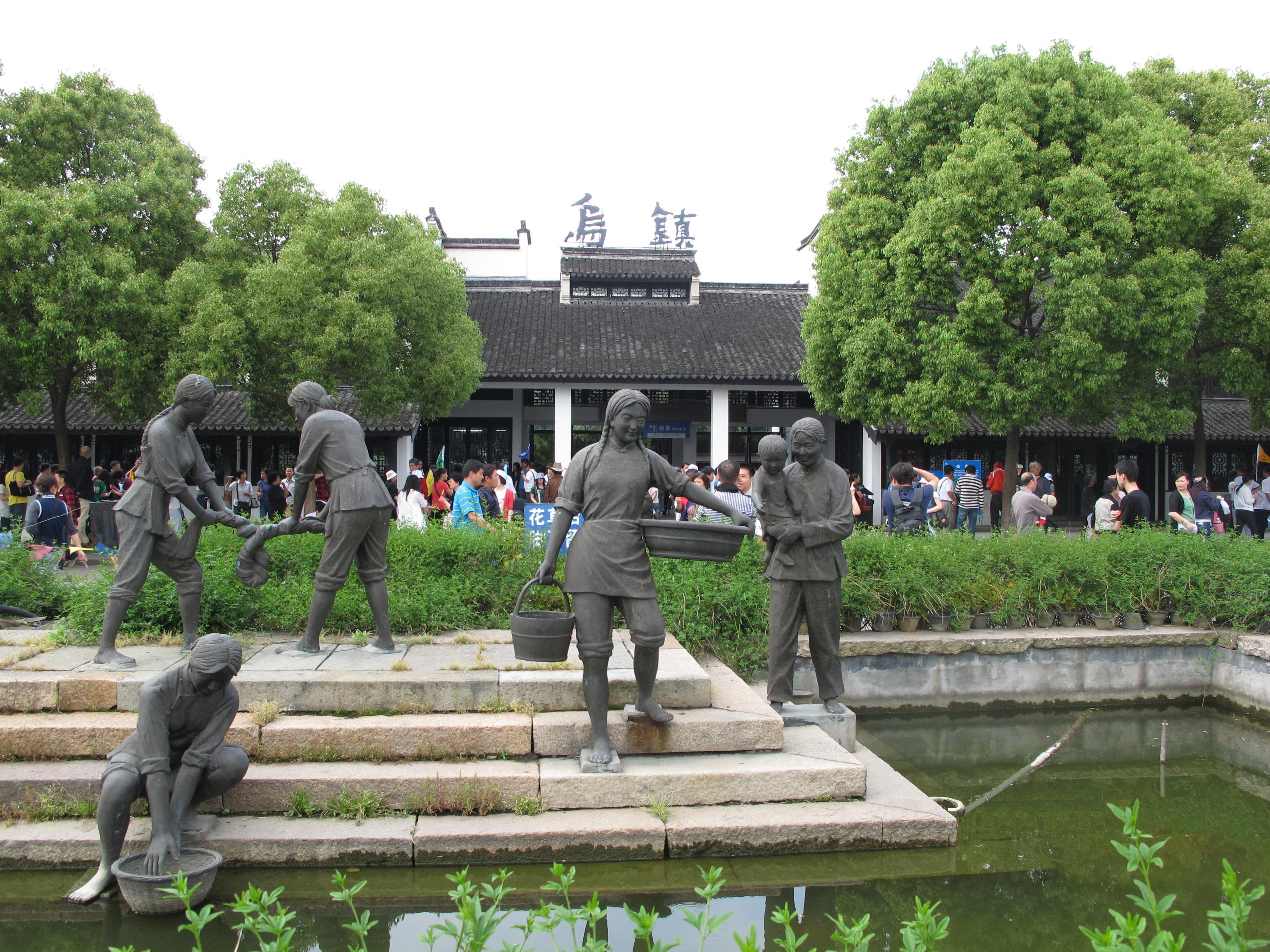
Đồng Hương

Đồng Hương (chữ Hán phồn thể:桐鄉市, chữ Hán giản thể: 桐乡市, âm Hán Việt: Đồng Hương thị) là một thành phố cấp huyện thuộc địa cấp thị Gia Hưng, tỉnh Chiết Giang, Cộng hòa Nhân dân Trung Hoa. Thành phố Đồng Hương có diện tích 723 km², dân số năm 2002 là 660.000 người, mã số bưu chính 314500, mã vùng điện thoại 0573. Về mặt hành chính, thành phố  Đồng Hương được chia ra 3 nhai đạo, 9 trấn. Các đơn vị này lại chia ra 43 khu dân cư, 179 ủy ban thôn.
- Nhai đạo biện sự xứ: Ngô Đồng, Phượng Minh, Long Tường.
- Trấn: Bộc Viện, Ô Trấn, Thạch Môn, Châu Tuyền, Sùng Phúc, Cao Kiều, Đồ Điện, Đại Lâm, Hà Sơn.